# 구운중학교
구운중학교(九雲中學校)는 대한민국 경기도 수원시 권선구 구운동에 있는 공립 중학교이다.

## 학교 연혁
- 1989년 2월 22일 : 구운중학교 설립 인가(36학급)
- 1990년 3월 1일 : 초대 한성록 교장 취임
- 1990년 3월 5일 : 신입생 입학 12학급(627명)
- 1993년 2월 13일 : 제1회 졸업 639명(남 316명, 여 323명)
- 2022년 3월 2일 : 신입생 입학 189명 (남 107명, 여 82명)
- 2022년 9월 1일 : 제13대 이세웅 교장 취임
- 2024년 1월 5일 : 제32회 졸업 207명(남 110명, 여 97명, 누계 15,031명)

## 참고 자료
- 구운중학교 - 한국교육학술정보원 학교알리미